# Metapogon incertus
Metapogon incertus är en tvåvingeart som beskrevs av Becker 1919. Metapogon incertus ingår i släktet Metapogon och familjen rovflugor. Inga underarter finns listade i Catalogue of Life.